# Василевское (Ореховский район)
Василевское (укр. Василівське) — село,
Вольнянский сельский совет,
Ореховский район,
Запорожская область,
Украина.
Код КОАТУУ — 2323981002. Население по переписи 2001 года составляло 172 человека.

## Географическое положение
Село Василевское находится в урочище Рясное, на расстоянии в 1,5 км от сёл Вольнянка и Васильковое (Новониколаевский район).
По селу протекает пересыхающий ручей с запрудой.

## История
- 1920 год — дата основания.